# 2007 في بيلاروسيا
الأحداث من عام 2007 في بيلاروسيا.

## في السلطة
- الرئيس: الكسندر لوكاشينكو
- رئيس الوزراء: سيرغي سيدورسكي

## أحداث

### يناير
- 8 يناير: تم قطع إمدادات النفط الروسية إلى بولندا وألمانيا وأوكرانيا مع تصاعد الخلاف حول الطاقة بين روسيا وبيلاروسيا. [1]
- 13 يناير: حل نزاع الطاقة بين روسيا وبيلاروسيا بعد حوالي 10 ساعات من المفاوضات بين رئيس الوزراء الروسي ميخائيل فرادكوف ونظيره البيلاروسي، سيرغي سيدورسكي. [2]

### مارس
- 25 مارس: تظاهر ما يصل إلى 10000 شخص في مينسك ضد رئيس بيلاروسيا ألكسندر لوكاشينكو. [3]

### أبريل
- 25 أبريل: نائب مساعد وزيرة الخارجية الأمريكية للشؤون الأوروبية والأوروبية الآسيوية ديفيد كرامر، متحدثا باسم حكومة الولايات المتحدة، يعرض تطبيع العلاقات مع بيلاروسيا إذا أطلقت سراح السياسيين المسجونين. [4]

### أغسطس
- الأول من أغسطس: ستقوم شركة غازبروم التي تحتكر صادرات الغاز الروسية بخفض الإمدادات إلى بيلاروسيا إلى النصف تقريبًا اعتبارًا من 3 أغسطس بعد فشلها في التوصل إلى اتفاق مع مينسك بشأن ديون للطاقة بقيمة 456 مليون دولار. [5]